# Eugenio d'Ors
Eugenio d'Ors, né le 28 septembre 1881 à Barcelone et mort le 26 septembre 1954 à Vilanova i la Geltrú, est un écrivain espagnol appartenant à la génération de 14.
Essayiste, critique d'art et philosophe, il a écrit en catalan, en espagnol, et aussi en français. Une partie de ses écrits catalans ont paru sous les pseudonymes de Xènius, d'Octavi de Romeu et de El Guaita, de même qu'une partie de ses articles en espagnol sont signés du pseudonyme d'« Un Ingenio de esta Corte ».
Il est notamment l'auteur d'un essai intitulé Du baroque (1935).
Il fut le père du juriste et spécialiste du droit romain Álvaro d'Ors et le grand-père de Juan d'Ors.

## Formation

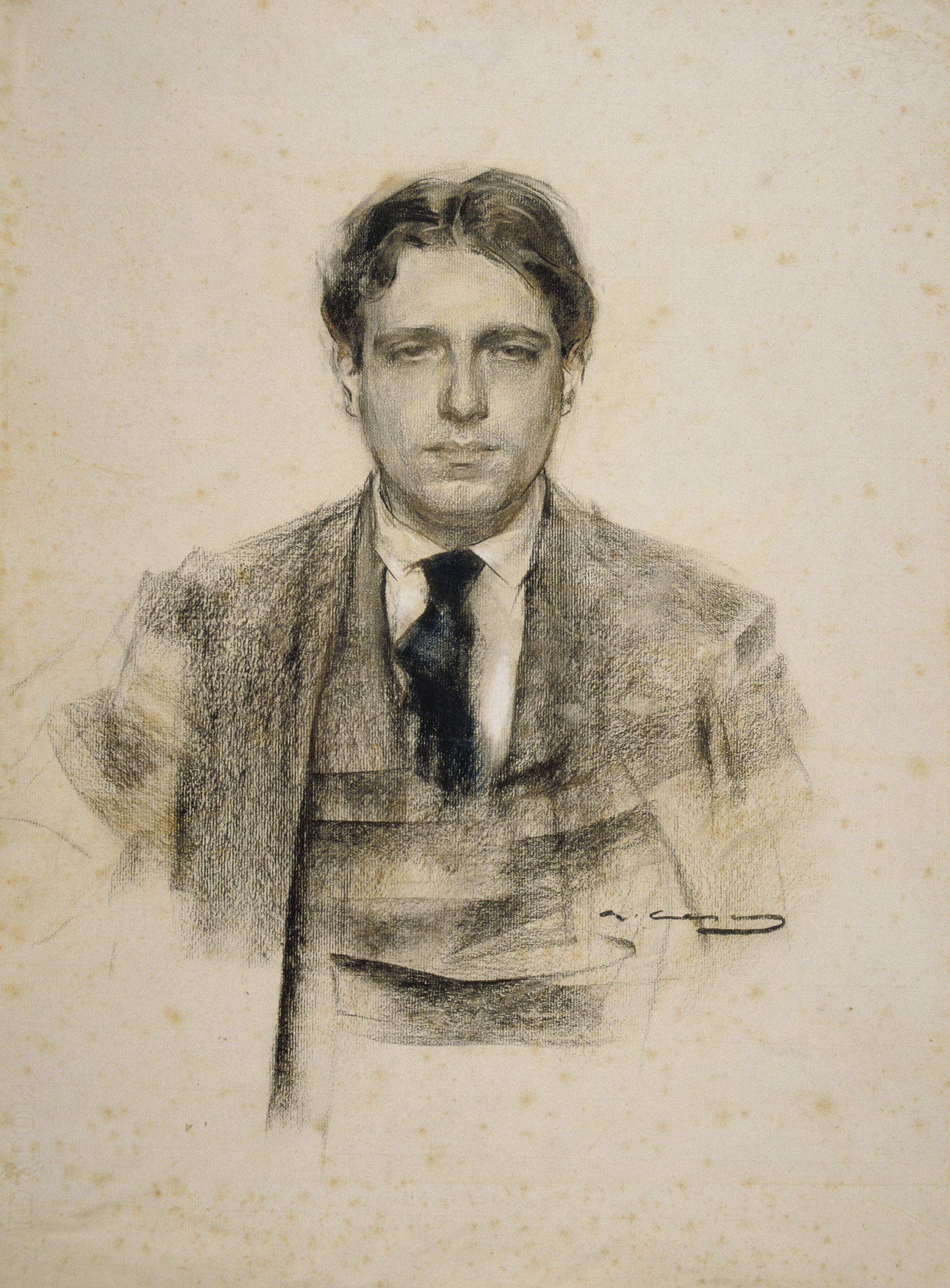
D'Ors vu par Ramon Casas (Musée national d'art de Catalogne).

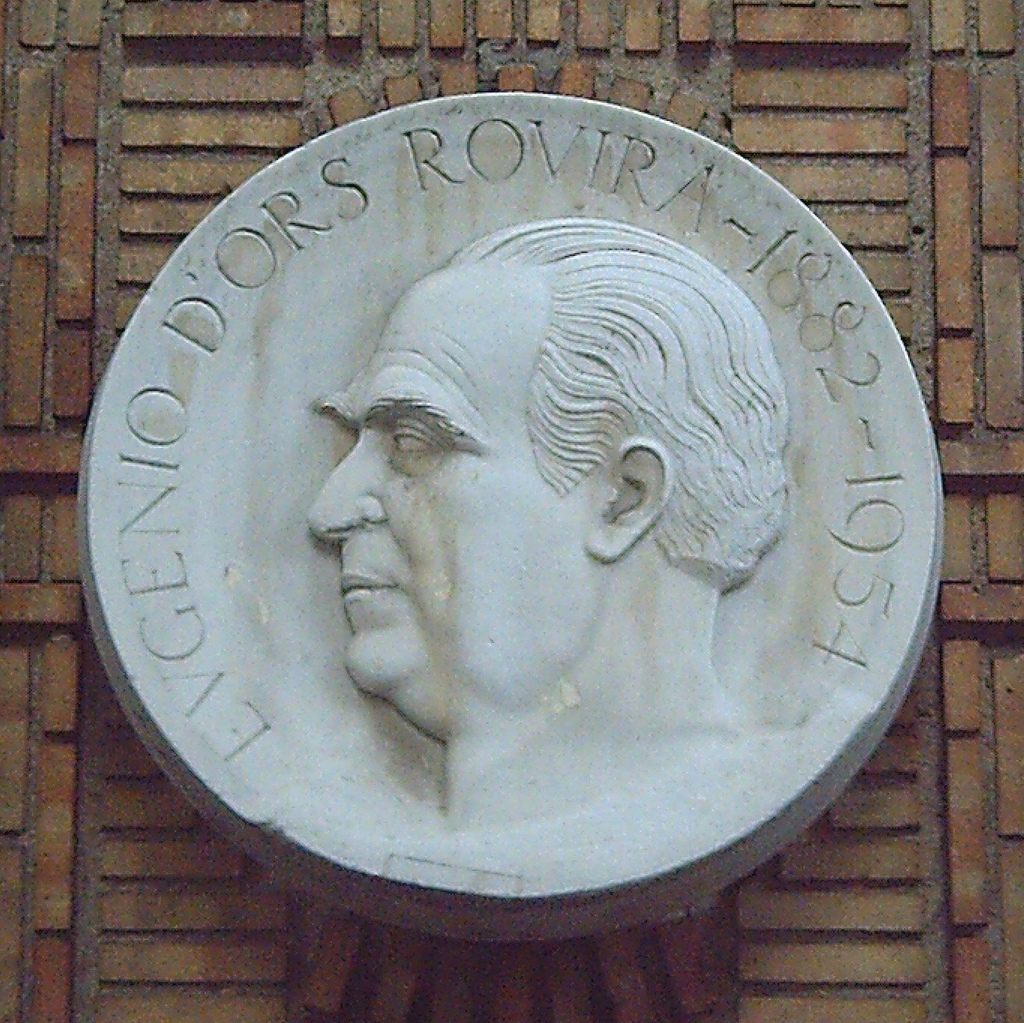
Eugenio d'Ors, détail d'un monument à Madrid (1963).

Eugenio d'Ors étudia le droit à Barcelone et passa son doctorat de philosophie à Madrid.
À partir de 1906, il collabora aux publications de la revue La Veu de Catalunya et fut l'un des membres du Noucentisme catalan ; il fréquentait le café littéraire Els Quatre Gats de Barcelone. Il fut secrétaire de l'Institut d'Estudis Catalans en 1911 et directeur de l'Instruction publique de la Mancommunauté de Catalogne en 1917. Mais il quitta ce poste la même année après la mort d'Enric Prat de la Riba. Josep Puig i Cadafalch succéda à Prat de la Riba à la présidence de la Mancomunitat. Or, Eugenio d'Ors et Puig i Cadafalch ont toujours entretenu des relations difficiles. Eugenio d'Ors exposa ses sympathies syndicalistes dans les Gloses de la vaga lors de la grève des employés de La Veu de Catalunya en 1919. Puig i Cadafalch l'accusa alors de malversations et, avec le soutien de l'assemblée générale de la Mancomunitat, provoqua son départ des institutions catalanes.
Blessé, d'Ors renonça à toute responsabilité en Catalogne et s'installa à Madrid en 1923. Il abandonna la langue catalane et n'écrivit plus désormais qu'en espagnol. Il devint membre de la Real Academia Española en 1926 et créa en 1938 l'Institut d'Espagne. Il rejoignit la Phalange espagnole et fut nommé chef de la Jefatura Nacional de Bellas Artes (ministre des Beaux Arts) du gouvernement franquiste de Burgos. Après la guerre civile il devint un intellectuel accepté par le régime franquiste espagnol. Il fut un contributeur du renouveau de la philosophie en Espagne, avec, principalement, José Ortega y Gasset, né le 9 mai 1883 à Madrid et mort dans la même ville le 18 octobre 1955, même si les deux intellectuels avaient des visions souvent divergentes. Tout comme Salvador Dali, qui refusa d'adhérer aux idées nationalistes, il fut quasiment ignoré par la mouvance culturelle officielle de la Generalitat, le gouvernement régional, et son retour en Catalogne, au village de Vilanova i la Geltru, vers la fin de sa vie, se passa dans un oubli officiel qui lui fut pesant.

## Gloses
À partir de 1906, l'œuvre d'Eugenio d'Ors dans les milieux culturels de Barcelone se cristallisa dans le Glosari où il trouva la meilleure façon de faire entendre sa voix. Les gloses sont de brefs commentaires quotidiens dans la presse au fil de l'actualité, mais avec une réflexion en profondeur inhabituelle. Grâce à elles, il aspirait à écouter ce qu'il appelait les « palpitations des temps » afin de catalyser la soif de renouveau culturel et social qu'il remarquait dans la Catalogne de son époque. C'était une partie de sa mission éducative pour la réforme morale de la Catalogne. Pendant seize années, dans la presse quotidienne catalane, et à travers près de quatre mille gloses, le Glosari allait devenir son moyen d’expression le plus efficace. Son travail de glosador et une bourse qu'il reçut en 1908 du Conseil provincial de Barcelone pour étudier les organismes culturels de Paris et les nouvelles tendances scientifiques lui permirent de prendre le temps de se familiariser avec la pensée et la science qui se développaient en Europe ces années-là. Son style, cependant, lui valut quelques critiques, comme celle de Josep Pla : « Eugenio d'Ors parle en italique. » 
À Paris, il découvrit les sciences, assista à de nombreux cours et de nombreux séminaires en philosophie et en psychologie expérimentale et suivit les leçons d'Henri Bergson, Émile Boutroux et Marie Curie. Au cours de ces années parisiennes, d'Ors fut séduit par les doctrines du pragmatisme nord-américain de Peirce et de William James, qui commençaient à se répandre au début du siècle. En décembre 1907, dans un commentaire intitulé « Pragmatisme », il se définit lui-même comme un pragmatique, animé par les mêmes aspirations que les penseurs nord-américains, mais visant à les surpasser par la reconnaissance d'une dimension esthétique de l'action humaine, irréductible à ce qui était simplement utilitaire. Il présenta ses travaux en 1908 au troisième Congrès international de philosophie qui se tenait à Heidelberg. Son ambition était de tenter entre la méthode de la philosophie et celle de la science une synthèse harmonieuse qui conduirait à une vision complète et unifiée de l'être humain. Revenu pour un temps à Barcelone à la fin de 1908, il proposa pour le printemps 1909, une série de leçons dans les locaux des Estudis Universitaris Catalans. Le thème des quatre leçons qu'il donna en avril faisait partie du cours Logique et Méthodologie des sciences et le titre en était La Logique, phénomène diastasique.
En août 1909, il devait participer au sixième Congrès de psychologie qui se tint à Genève en présentant son travail La Formule biologique de la logique, rédigé à partir des cours préparés pour le séminaire à Barcelone. Les leçons qu'il programma pour le printemps 1909 se poursuivirent jusqu'en décembre. Les cours de ce second cycle avaient pour thème central l'étude de l'attention.
En 1910, il s'installe à nouveau à Barcelone. En 1911, il est nommé secrétaire de l'Institut d'études catalanes.

## Licenciaturaen philosophie
En 1912, il passa sa licenciatura en philosophie à l'Université de Barcelone ; en 1913 il obtint son doctorat avec une thèse (inédite jusqu'en 2009) intitulée Los argumentos de Zenón de Elea y la noción moderna de Espacio-Tiempo (Les Arguments de Zénon d'Élée et la notion moderne de l'espace-temps). En janvier 1914 il se présenta à Madrid à un concours pour la chaire de psychologie supérieure à l'Université de Barcelone, mais n'obtint en sa faveur que le vote de José Ortega y Gasset. Cet échec le déçut mais il s'en consola avec trois conférences : De la amistad y el diálogo (De l'amitié et du dialogue), Aprendizaje y heroísmo (Apprentissage et héroïsme) et Grandeza y servidumbre de la inteligencia (Grandeur et servitude de l'intelligence), qu'il donna à la Residencia de Estudiantes (la Résidence universitaire) de Madrid. En Catalogne, l'échec de Eugenio d'Ors au concours fut quelque peu compensé par sa nomination en avril de la même année comme directeur de l'enseignement supérieur au Conseil de pédagogie de la Mancomunidad de Catalogne.
En 1914, il publia son premier livre de philosophie : La filosofía del hombre que trabaja y que juega (La Philosophie de l'homme qui travaille et qui joue). Il s'agit d'une anthologie de ses écrits philosophiques publiés précédemment en forme de gloses – des articles isolés ou des séries d'articles dans son Glosari parus dans la presse – ou de travaux universitaires, précédée d'une introduction de Manuel García Morente, et qui comprend à la façon d'un épilogue de brefs commentaires de Federico Clascar, Diego Ruiz et Miguel de Unamuno sur la pensée orsienne. La deuxième décennie du siècle vit des années intenses et une grande activité qui devait culminer avec son implication personnelle dans l'action politique entre 1917 et 1919 en tant que directeur de l'Instruction publique de la Mancomunidad de Catalogne. Cependant, son comportement dans ces années engendra tant de jalousies, de suspicions et d'avanies qu'au bout du compte il fut forcé de se retirer. En janvier 1920, son engagement politique fit l'objet d'un débat à l'Assemblée générale de la Mancomunidad et fut globalement condamné. On peut parler d'une « défenestration » d'Eugenio d'Ors, selon le titre que Guillermo Diaz-Plaja a donné à son livre, qui reproduit les principaux documents de cette affaire (La defenestración de Eugenio d'Ors). Eugenio d'Ors tira les conséquences de ce désaccord avec l'Assemblée générale en s'exilant volontairement de Catalogne.
En 1920, il s'installa à Madrid et y fixa sa résidence. À partir de là, en 1921, il fit un voyage en Argentine pour donner quelques cours sur sa Doctrine de l'Intelligence. En 1923, il renoua avec l'entreprise du Glosari, cette fois en espagnol dans le quotidien ABC. Le changement de langue n'affecta pas le noyau de base de sa philosophie, mais accrut son rayonnement national et international. Ces années-là, il écrivit quelques-unes de ses œuvres les plus connues : Tres horas en el Museo del Prado (Trois heures au musée du Prado) (1922), le drame Guillermo Tell (Guillaume Tell) (1926), La vida de Goya (La Vie de Goya) (1928). En 1927, il fut élu membre de la Real Academia Española (Académie royale espagnole), et la même année, il retourna temporairement à Paris pour représenter l'Espagne à l'Institut international de coopération intellectuelle. Les années passées en France furent aussi très fertiles en publications, en particulier sur l'art: Paul Cézanne (1930), Pablo Picasso (1930) et Du baroque (1935). Dans ce dernier essai il défend l'idée que le baroque n'est pas une période circonscrite de l'histoire de l'art, mais un mode d'expression intemporel : « Son baroque est éternel ».

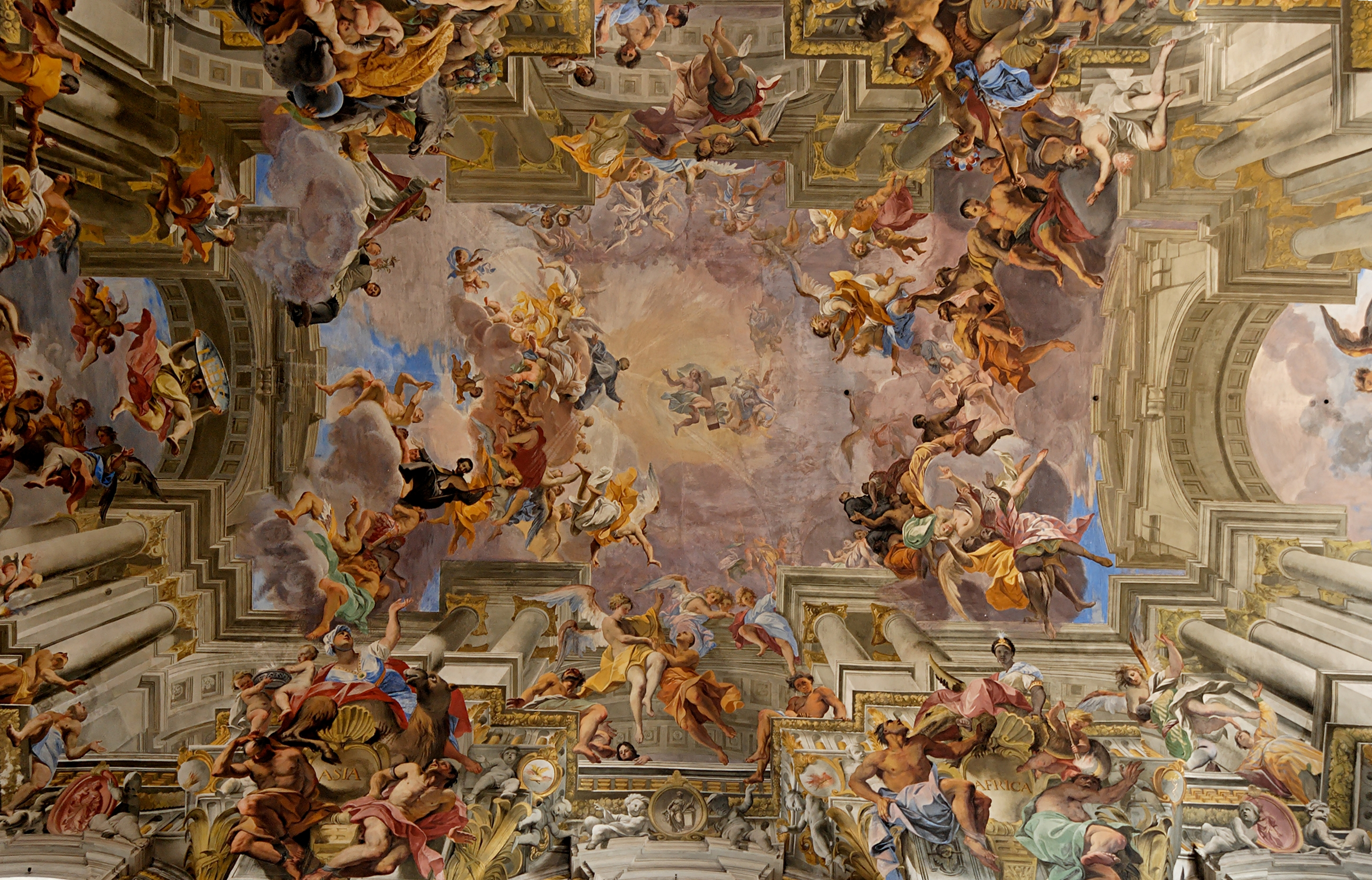
La voûte de l'église Saint-Ignace de Rome : une œuvre du jésuite Andrea Pozzo étudiée par Eugenio d'Ors

## Activité culturelle pendant la dictature
C'est à Paris que le surprit la Guerre Civile en Espagne. Il y resta, bouleversé par le conflit qui ravageait l'Espagne, jusqu'à ce que, vers le milieu de 1937, il allât s'installer à Pampelune, où il reprit son Glosario dans le quotidien Arriba España, et commença à collaborer à la réorganisation des institutions culturelles du côté nationaliste (où combattaient ses trois fils).
En 1938, sous le ministère de Pedro Sainz Rodríguez, il participa à la création de l'Instituto de España (Institut d'Espagne), où il fut nommé secrétaire perpétuel, et qui réunissait les diverses Académies. Il fut également placé à la tête de la Direction nationale des Beaux Arts. À ce titre il réussit à se rendre à Genève et à récupérer pour le nouvel État espagnol du dictateur Franco les trésors du musée du Prado qui y avaient été transférés pendant la guerre par le gouvernement républicain. De retour à Madrid il s'installa d'abord dans un hôtel de la Gran Vía et, peu après, dans une résidence d'allure seigneuriale de la calle Sacramento. Tout au long des années quarante, Eugenio d'Ors se donna entièrement à un vaste travail pour diffuser la culture à l'intérieur de l'Espagne et représenter le franquisme dans les réunions culturelles européennes.
Il collabora à des quotidiens importants et à des revues du monde entier. Membre de l'Académie de la Langue et de celle des Beaux-Arts de San Fernando, il donna des conférences dans diverses réunions. Il a marqué sa place comme essayiste et comme créateur d'un genre particulier d'essai, la glose.

## Ouvrages

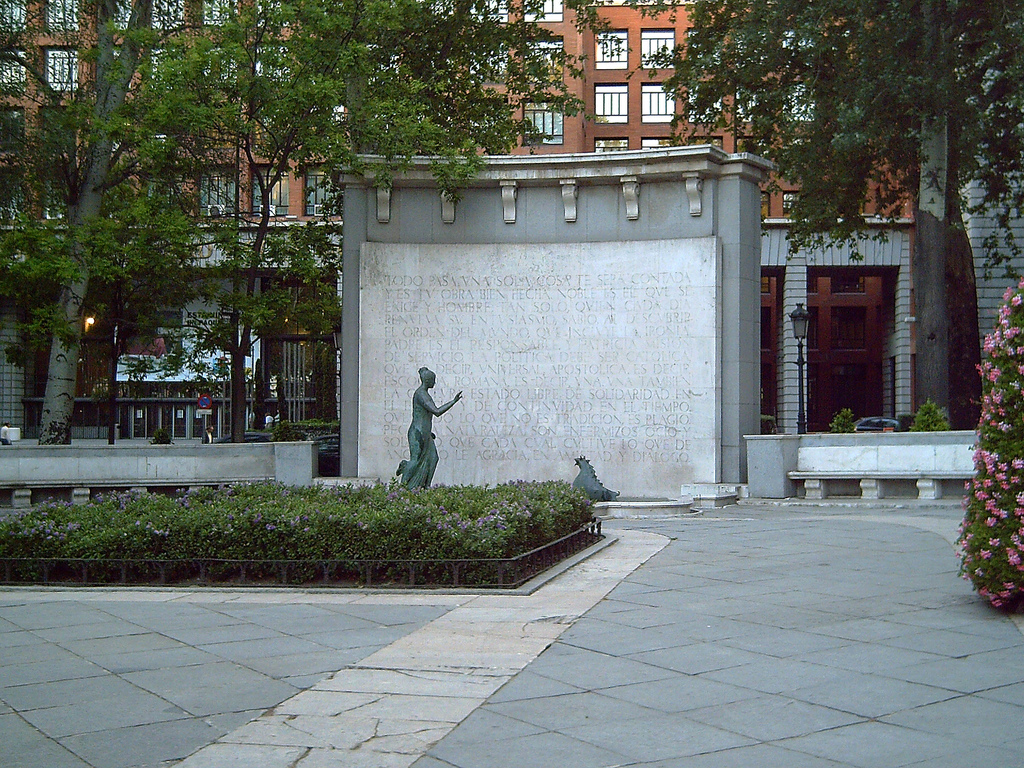
Monument à Eugenio d'Ors, Paseo del Prado, Madrid (1963)

### En français
- La Vie de Goya, Gallimard, 1912
- Trois heures au musée du Prado, itinéraire esthétique, Delagrave, 1927
- L'Art de Goya : Goya, peintre baroque, Goya, peintre européen, Goya, peintre des regards, Delagrave, 1928
- Coupole et monarchie, Paris, Librairie de France, 1929
- Jardin des plantes, trad. de Jean Cassou, Paris, éditions Fourcade, 1930
- Paul Cézanne, Paris, éditions des Chroniques du jour, 1930
- Pablo Picasso, Paris, éditions des Chroniques du jour, 1930
- Au grand Saint-Christophe, trad. d'Henriette et Maurice Tissier de Mallerais, avec trois « Natures mortes », traduites par Valery Larbaud, Paris, éditions R.-A. Corrêa, 1932
- La Peinture italienne d'aujourd'hui : Mario Tozzi, Paris, éditions des Chroniques du jour, 1932
- La Vie de Ferdinand et Isabelle, rois catholiques d'Espagne, trad. de Paul-Henri Michel, Paris, Gallimard, 1932
- Du baroque, trad. d'Agathe Rouart-Valéry, Gallimard, coll. « Idées », 1936 ; rééd. 2000

### En espagnol
- 1932 : Estudios de arte
- 1939 : Introducción a la vida angélica. Cartas a una soledad
- 1946 : Novísimo glosario
- 1947 : El secreto de la filosofía
- 1954 : La verdadera historia de Lidia de Cadaqués

### En catalan
- 1902 : La fi d'Isidre Nonell
- 1911 : Gloses de quaresma
- 1911 : La ben plantada
- 1911 : Gualba la de mil veus
- 1918 : Oceanografia del tedi
- 1918 : La vall de Josafat
- 1919 : Gloses de la vaga